# Villa Park (stadion)
Villa Park – stadion angielskiej drużyny piłkarskiej Aston Villa z Birmingham.
Pojemność stadionu wynosi 42 750 widzów i jest jednym z największych obiektów na Wyspach Brytyjskich.